# Körös–Maros köze
A Körös–Maros Köze vagy Maros–Körös köze Magyarország délkeleti területén, az Alföld nevű nagytájunk délkeleti részén található. Legnagyobb része Békés vármegye területén helyezkedik el, de kisebb részek átnyúlnak Csongrád-Csanád (Csongrádi-sík) és Jász-Nagykun-Szolnok vármegye területére is.

## Fekvése
Határai északkeletről a Berettyó–Körös-vidék, illetve a Kettős-Körös, északról a Nagykunság, pontosabban a Hármas-Körös, nyugatról pedig a Kiskunság középtáj, pontosabban a Tisza, délről a Maros és a magyar-román országhatár határolja, keletről szintén a magyar-román határ.
A középtáj területe 5150 km² (ez az ország 5,65%-a) és 88 település (2,79% az összes településhez viszonyítva) található itt. Megfigyelhető, hogy az Alföld ezen vidékén a tanyavilág, óriásfalu és kisvárosi településegyüttes dominál.

## A táj felosztása
A Tisza, Maros, Hármas-Körös, Fekete-Körös és a Fehér-Körös által közrefogott, a folyók által kialakított, tökéletes síksággá feltöltött kistáj sokáig érintetlen vízivilág volt, ma már a területet teljesen lecsapolták. Két nagyobb egységre osztjuk fel a tájat és ezeken belül oszthatjuk kisebb részegységekre:
- I.: Békés-Csanádi-hát:
  - I.a.: Csanádi-hát
  - I.b.: Békési-hát
- II. Békés-Csongrádi-sík:
  - II.a.: Békési-sík
  - II.b.: Csongrádi-sík
  - II.c.: Körösszög

## Kutatástörténet
A kistájjal nem sok kutató foglalkozott behatóan. Az Alföldet egységként kezelték, vagy rövid fejezetekben szóltak róla néhány szót. Közülük néhányan felsorolásszinten: Bulla Béla, Molnár Béla, Somogyi Sándor, Rónai András, Prinz Gyula, és Frisnyák Sándor. Borsy Zoltán tanulmányt írt "Az Alföld hordalékkúpjainak fejlődéstörténete" címmel, de máskor is foglalkozott Alföld-kutatással.
Meg kell említeni még Szederkényi Tibort, aki a kőolaj, illetve földgáz utáni kutatások során végzett geológiai kutatásokat. Társadalomföldrajzi szempontból több jelentős tanulmányt irt Dövényi Zoltán és Tóth József a Pécsi Tudományegyetem Földrajzi Intézetéből.

## Földtörténet, geológia
A Tisza–Dácia-lemeztömbhöz tartozik, azon belül is egy kisebb egységhez, az Alföld délkeleti részén húzódó Békési Kristályospala komplexumhoz (kisebb és töredékes perm-mezozóos üledéksávokkal, valamint északi szegélyén – egy feltolódási frontot jelölő – Békési vonallal).
Az Ópaleozoikum idején az Alföld erősen lepusztult – nagyobbrészt proterozóos eredetű – kristályos aljzatában lehetnek ópaleozóos eredetű képződmények.
A Karbon időszakában (365-290 millió év) jelentős változások következtek be az ősföldrajzi viszonyokban. Legjelentősebb: Gondwana és Laurázsia ütközésével fellépő kompressziós fázisok során felgyűrődött a variszkuszi hegységrendszer. A variszkuszi hegységképződés számos hatása kimutatható Magyarország területén is, hisz ennek következtében a metamorfózist és szerkezetátalakulást gránitosodás, majd kiemelkedés és lepusztulás követte.
A Békési Kristályospala komplexumot 330-350 millió éve gránitosodás következett be (Battonyai gránit)
A Perm (290-250 millió év) idején tágulásos szerkezetalakulás a meghatározó, amely árkos süllyedékek kialakulásában és vulkanizmusban nyilvánult meg. (Gyürüfüi riolit)
A mezozoikumban nem történt jelentős változás, a terület kiemelt helyzetben lévő, pusztuló térszint képzett.
A harmadidőszak elején a terület szintén kiemelt, pusztuló térszín volt.
A Bádeni emeletben jelentős változások következtek be. Előrenyomult és a korábbiaknál jóval nagyobb területeket öntött el a Pannon-tenger. Vastag összletei ismertek a Makói-árokban. A Bádeni emelet második felében már az Alföldön denudációs térszínt képezett a Békési kristályos szárazulat.
A Pannon-tenger teljesen elborította az Alföldet a felsőpannon (ponthusi emelet) elején. Az üledékek nagy vastagságot érnek el, előfordul 4500 méter is. (Makói-árok). E tekintélyes rétegsor szakaszosan süllyedés révén halmozódott fel.
A pannon képződmények több, gazdaságilag hasznosítható nyersanyagot és energiahordozót tartalmaznak. Üledékes kőzetei az építőipar fontos nyersanyagaként szolgálnak (agyag, homok, kavics) kőolaj- és földgázmezők (Szeged környéke, Pusztaföldvár, Orosháza, Tótkomlós) is kapcsolódnak ezekhez a képződményekhez. Termálvizeink nagy részét szintén pannon üledékek tárolják.
A Pannon-beltó a pliocén (5,4-2,4 millió év) elejére teljesen feltöltődött, ill. kiszáradt, s helyét a medence egész területén folyóvízi síkság foglalta el. Kisebb tavak – a pannon-pliocén határán bekövetkező tektonikus mozgások- helyi süllyedékek létezhettek.
A Pleisztocénben az Alföld egész része süllyedő térszínt képezett. A legmélyebb medencékben –így a Dél-Alföldi is – 400-700 méter vastagságú pleisztocén rétegsor halmozódott fel.
A würm elején a Maros bevágódott a hordalékkúpjának csúcsrészébe, de előtérében tovább folyt a feltöltés.
Futóhomokmozgás legjelentősebb időszaka 27 000 – 20 000 év közé tehető érintette a Maros hordalékkúp központi részét is. A homokmozgás mintegy 20 000 évvel ezelőtt egy kisebb klímajavulás (enyhébb, nedvesebb lett) következtében mérséklődött. Ez lehetővé tette – főleg a hordalékkúpok alacsonyabb, nedvesebb térszínein – a dúsabb sztyeppnövényzet kialakulását, amely lassan megkötötte a mozgó homok jelentős részét, és felszínükön megkezdődött a hullópor felhalmozódása.
A leülepedett porból a periglaciális éghajlaton lösz keletkezett. Az Alföldi területeken több finomszemű folyóvíz hordalék rakódott le, mint hullópor. Ebből keletkeztek az ártéri löszök, ártéri löszszerű üledékek (infúziós vagy fluviális löszök).
A késő glaciális időszakának éghajlati változásai jelentős módosulásokat hoztak a felszínfejlődés irányában. Beindult egy éghajlatjavulás (enyhébb, nedvesebb lett) ami azzal a következménnyel járt, hogy – a növényzet záródásával – a homokmozgás egyre kisebb területre szorult vissza. A homokfelszíneken megindult a talajképződés is. (Bölling interstadiális). A Maros még a holocén folyamán is változtatta futásirányát. A mai medre egészen fiatal.

## Antropogén hatások
A negyedkor folyamán az Alföld egésze süllyedő-feltöltődő térszín volt. Mintegy 20-20 ezer km²-nyi területet tettek ki az erősen süllyedő (>300 méter vastag üledéköszlettel), illetve a közepesen süllyedő (300-150 méter vastag üledéköszlettel) térszínek. Árvizek alkalmával hatalmas területek kerültek évről évre víz alá. A gátak megépítésével a közepesen süllyedő felszíneken gyakorlatilag megszűnt a folyóvízi akkumuláció, és az erősen süllyedő területek 85%-a is mentesült az árvizektől. A mai ország területre eső egykori ártérből összesen 23 600 km²-t védenek gátak, s a hullámtér mindössze 1500 km².

## Kistáji jellemzők
- Csanádi-hát (400 km²)

Legkeletibb része a középtájnak amely a középtáj 7,8%-a. Területén 7 darab település található. Említésre méltó Battonya, Kunágota és Mezőkovácsháza. A kistáj 97 és 104 méter közötti tengerszint feletti magasságú lösziszappal fedett hordalékkúp-síkság. Orográfiai domborzattípusát tekintve alacsony ármentes síkság, amely enyhén dél-délnyugatnak lejt. A felszíneken a partidűne-vonulatok és az északnyugat-délkeleti tengelyű egykori folyóágak, fattyúágak gazdag forma együttest alkotnak. A nagyobb dűnék közötti részek, illetve a mélyebb fekvésű kiterjedtebb laposok rossz lefolyásúak. A felszínt – a nyugati rész elgátolt laposainak kivételével – mindenütt infúziós lösz, homokos lösz fedi. Alacsony potenciális szeizmicitású terület (6º MS alatt). Nyersanyag előfordulásai közül a battonyai téglaagyag (1 M m³) emelhető ki.
- Békési-hát (1300 km²)

A Körös–Maros köze közép-keleti részén helyezkedik el. A középtáj 25,2%-át foglalja magában, 29 darab településsel. Jelentősebbek: Gyopárosfürdő (Orosháza), Lőkösháza, Újkígyós, Pusztaföldvár, Medgyesegyháza és Kevermes. A kistáj 83 és 105 méter közötti tengerszintfeletti magasságú, enyhén nyugat-északnyugat felé lejtő, változatos folyóvízi és szélhordta üledékekkel fedett hordalékkúp-síkság. Átlagos relatív relief 2,5 m/km². Felszíni formái folyóvízi és eolikus folyamatokkal keletkeztek. A kistáj keletről nyugati irányba általában finomodó felszín közeli üledékeit vékony pleisztocén végi holocén kori infúziós lösz, illetve lösziszap borítja. A hordalékkúp kavicsos összletének vastagsága kelet-délkeleten 8-10 méter. Helyenként másodlagos, áthalmozott, szélhordta homok fedi a felszínt. Potenciális szeizmicitása 6º MS alatti.
- Békési-sík (1250 km²)

A középtáj (24,3%-a) északi részén helyezkedik el, Békés és Jász-Nagykun-Szolnok vármegye területén, 18 darab településsel amelyek közül jelentősebb: Békéscsaba, Gyomaendrőd, Murony, Kondoros, Mezőberény, Szarvas. 83 és 92 méter közötti tengerszint feletti magasságú, infúziós lösszel és agyaggal fedett, jelenleg magas ártéri szintben elhelyezkedő marosi hordalékkúpsíkság peremi része. Kis átlagos relatív reliefű (2–3 m/km²), északnyugaton 5 m/km² feletti. A felszíni infúziós löszös, ártéri iszapos, agyagos üledékek a marosi, illetve a körösi hordalékkúpok peremi zónájához tartoznak, illetve azok közén rakódtak le. Ezekhez az üledékekhez jelentős hasznosítható nyersanyag előfordulások kapcsolódnak: cserép- és vázkerámiai agyag (Békéscsaba 11 M m³), téglaagyag (Mezőberény 6,5 M m³, Gyoma 0,5 M m³), falazó és vakoló homok (Kondoros, Endrőd, Csárdaszállás, Kamut, Örménykút).
- Csongrádi-sík (1800 km²)

Békés és Csongrád-Csanád vármegye területén helyezkedik el. A középtáj 35%-a, annak nyugati és délnyugati részén található. 29 darab település helyezkedik el itt, jelentősebbek: Ambrózfalva, Tótkomlós, Makó, Hódmezővásárhely, Mezőhegyes, Fábiánsebestyén, Székkutas. A kistáj 80 és 101 méter közötti tengerszint feletti magasságú, enyhén a Tisza-völgy irányába lejtő, a marosi hordalékkúphoz kapcsolódó tökéletes síkság. Orográfiai domborzattípusát tekintve rendkívül kis reliefű (1 m/km² alatti a jellemző érték), alacsony ármentes síkság, ami rossz lefolyású mélyedések tagolnak. A marosi hordalékkúp nyugati zónája a Tisza és Maros áradásai által kialakított holocén felszín. A felszíni formák egyveretűek, változatosságot a lösziszapos felszín szikes agyaggal kitöltött erodált mélyedései és a Száraz-érhez kapcsolódó, különböző feltöltöttségi állapotban levő morotvák, morotvaroncsok jelentenek. Az agyagos, iszapos felszín közeli üledékeket keletről nyugatra egyre vastagodó infúziós (ártéri) lösztakaró fedi. Potenciálisan aszeizmikusnak tekinthető (6º-nál kisebb MS értékű) terület.
- Körösszög (400 km²)

Békés, Csongrád-Csanád és Jász-Nagykun-Szolnok vármegye területén helyezkedik el. A középtáj 7,8%-a. Településeinek száma: 6 darab, ezek közül jelentősebb: Békésszentandrás, Öcsöd, Kunszentmárton. A kistáj 80 és 96 méter közötti tengerszint feletti magasságú, a Hármas-Körös völgyétől a marosi hordalékkúp felé enyhén emelkedő alacsony, ármentes síkság. A felszínt morotvák, elhagyott folyómedrek kusza hálózata tagolja, gyakoriak a 3-4 méter magas kunhalmok. A belvízveszélyes, rossz lefolyású alacsony síksági részek helyenként folyóhátakkal elgátoltak. Szerkezeti-morfológiai szempontból a kistáj egy fiatal (holocén) süllyedékterületre és egy idősebb, folyószabdalta pleisztocén végi (würm) peremvidékre tagolható. Az elsőn a Körösök völgyrendszere, illetve ezek feltöltődése a jellemző. A felszín közeli iszapos-agyagos üledékeket gyakran vékony infúziós löszköpeny fedi. Homok az egykori folyógátak parti dűnéihez kapcsolódva a felszín körülbelül 8%-án fordul elő. Gyenge szeizmicitású terület (6º Ms).

## Klíma
- Csanádi-hát: A napfénytartalom évi összege kevéssel haladja meg a 2000 órát, nyáron a napsütéses órák száma 820 körül van, a téli napsütés pedig kevéssel 190 óra fölötti. Az évi középhőmérséklet: 10.6 °C, a vegetációs időszak átlaghőmérséklete 17,1-17,3 °C. A fagymentes időszak körülbelül 194 napig tart. Az évi csapadékösszeg 600 mm körül van, a vegetációs időszaki átlag körülbelül 350 mm. A 24 óra alatt lehullott csapadékmaximum 71 mm, Battonyán mérték. Uralkodó szél Északi, de gyakori a déli, délkeleti szél. Ariditási index: 1,17 körül. Ezek után az éghajlata mérsékelten meleg - mérsékelten száraz.
- Békési-hát: Évente mintegy 2000 óra napsütés várható, s ebből nyáron 810-820, télen 190-200 napsütéses óra valószínű. A középhőmérséklet sok évi átlaga: 10,5-10,6 °C, a tenyészidőszak átlaghőmérséklete 17,1-17,6 °C. A csapadék átlaga 550–600 mm. A vegetációs időszakban keleten 340–350 mm eső várható. A legtöbb 24 órás csapadékot Medgyesbodzáson mérték 123 mm. Leggyakoribb szélirány az északi és a déli. Ariditási index: 1,15-1,17. Éghajlatilag mérsékelten mérsékelten meleg és meleg éghajlati öv határán terül el.
- Békési-sík: A napsütéses órák száma 2000 körüli, nyáron 810 óra körüli, télen kevéssel 190 óra fölötti napfény várható. Az évi középhőmérséklet: 10,2-10,4 °C, a vegetációs időszaké 17,1-17,3 °C. Csapadék 550–570 mm valószínűsíthető évente, a tenyészidőszakban 320–330 mm esőre számíthatunk. Gyomán mérték a legtöbb egy nap alatt lehullott csapadékot, 97 mm-t. A leggyakoribb szélirány az északi és a déli. Ariditási index: 1,23-1,28. Ezek alapján mérsékelten meleg és a meleg éghajlati öv határán terül el a kistáj.
- Csongrádi-sík: A napfényes órák száma évi 2000 és 2050 közötti, nyáron 820-830 órán, télen valamivel több, mint 190 órán süt a nap. Az évi középhőmérséklet északon 10,2-10,4 °C, délen 10,6 °C a tenyészidőszakban 17,2-17,6 °C. Északon 550 mm-nél kevesebb, a középső területeken 550–580 mm, délkeleten pedig kevéssel 600 mm feletti évi csapadékösszeg valószínű, a tenyészidőszakban 300–350 mm csapadék várható. A legtöbb esőt, ami egy nap alatt lehullott, Csanádpalotán mérték (109 mm). Az uralkodó északi mellett gyakoriak még a délkeleti irányú szelek is. Az ariditási index: 1,25. Meleg, száraz, de északon inkább mérsékelten meleg éghajlatú a kistáj, délkeleten közel a mérsékelten száraz típushoz.
- Körösszög: A napfénytartalom évi összege meghaladja 2000 órát, ebből a nyári negyedévben 820 óra körüli, a téli negyedévben mintegy 200 óra napsütés várható. Az évi középhő-mérséklet. 10,2 °C, a nyári félévé 17,2-17,4 °C. Délnyugaton 550 mm, máshol csak 500–530 mm évi csapadékmennyiség várható. A tenyészidőszakban 300–320 mm esőre számíthatunk (délnyugaton a több). A legtöbb, egy nap alatt lehullott csapadék ezen a tájon 93 mm volt (Nagytőke). Uralkodó szél az északi. Az ariditási index délnyugaton 1,30, máshol 1,33-1,40. Ezek alapján a mérsékelten meleg és a meleg éghajlati öv határán elterülő száraz tájakhoz sorolható.

## Vízrajz
- Csanádi-hát: Egyetlen vízfolyása a Száraz-ér (167 km, 1304 km²), amely 44 km-en kanyarog a tájban. Nagyobb mellékvizei: Cigányka-ér(16 km, 40 km²) és a Kutas-ér (30 km, 143 km²). Kiágazik belőle a Mezőhegyesi-Élővíz-csatorna (42 km, 246 km²). Száraz, gyér lefolyású, vízhiányos terület. A vízfolyások vízjárását kisvizek idején mesterségesen irányítják. Nincs egyetlen állóvize sem. A talajvizet 2–4 m között mindenhol elérjük. A rétegvíz mennyiségét átlagban valamivel 1 l/s.km² alá becsülik.
- Békési-hát: Csak III. rendű vízfolyásai vannak. Ezek közül jelentősebbek a Tótkomlós-éri csatorna (32 km. 180 km²), Aranyodi-csatorna (38 km. 275 km²), Mágócséri-főcsatorna (60 km, 435 km²), Gyula-Kétegyházi-felfogócsatorna (20 km, 251 km²). Nagyobb részében gyér lefolyású, száraz, vízhiányos terület. Állandó vízfolyásról nem nagyon beszélhetünk. A csatornák jobbára csak csapadékosabb években és hóolvadás idején vezetnek jelentősebb vízmennyiséget. Tavai kicsinyek, sekélyvizűek. A talajvíz mélysége 2-4 méter között ingadozik. A rétegvíz mennyiségét 1-1,5 l/s.km² között számítják.
- Békési-sík: A Körösök vízrendszerére támaszkodó területekről a Gyula – Kétegyházai- felfogó-csatorna (20 km, 251 km²) a Fehér-Körösbe, az Élővíz-csatorna (37 km, 540 km²), Gerlai-holtág (22 km, 327 km²) és a Mezőberény-Csatorna (13 km, 100 km²) a Kettős-Körösbe, a Félhalmi- (7 km, 117 km²) és a Fazekaszugi-főcsatorna (36 km, 172 km²) a Hármas-Körösbe vezeti vizét. A mellékcsatornák közül a Cigányér-Kondoros-völgyi- (15 km, 110 km²), Dögös-Kákafoki (36 km, 445 km²) és a Malomzug-Décs-pusztai-főcsatorna (15 km, 159 km²) jelentősebb. Száraz, gyér lefolyású, erősen vízhiányos terület. A csatornák általában hóolvadáskor és/vagy nyár elején áradnak meg. Állóvizei között 5 természetes tavat találunk. A talajvíz a táj nagyobb részén 2–4 m között érhető el. A rétegvíz mennyiségét 1–1,5 l/s.km²-re becsülik.
- Csongrádi-sík: A Tiszához folynak: Szárazér-Porgányi-főcsatorna (31 km, 390 km²), Mátyáshalmi-főcsatorna (36 km, 81 km²), Hódtó-Kistiszai-főcsatorna (17 km, 221 km²), Kakas-széki-csatorna (30 km, 85 km²), Ludaséri-főcsatorna (24 km, 188km2), Kórógyéri-főcsatorna (49 km, 698km2), Mágocsi-csatorna (60 km, 435 km²), Vekeréri-főcsatorna (36 km, 240 km²) és a Kurca (37 km 1266 km²) Szentesnél. A Maroshoz folyik: Mezőhegyesi-Élővíz-csatorna (42 km, 246 km²), Sámson-Apátfalvi-főcsatorna (139 km, 1498km2) és a Királyhegyesi-főcsatorna (26 km, 98 km²). Nyugat felé fokozottan száraz, gyérlefolyású, erősen vízhiányos terület. A talajvizet általában 2–4 m között találjuk. A rétegvíz mennyisége 1-1,5 l/s.km² között van.
- Körösszög: Északon a Hármas-Körösre támaszkodik, amely felveszi a Szarvasi-Holt-Köröst (28 km, 686 km²) és a Nagyéri-főcsatornát (16,5 km, 30 km²). A Hármas-Körös vízjárását a Tisza visszaduzzasztása is befolyásolja. Igen száraz, gyér lefolyású, erősen vízhiányos terület. A legnagyobb árvizek kora nyáron jelentkeznek, míg a helyi csatornák hóolvadás után áradnak meg. Két kis természetes tava (4 hektár) jelentéktelen. A talajvíz mélysége általában meghaladja a 4 m-t. A rétegvíz mennyisége 1-1,5 l/s.km² között van.

## Növényzet
Növényföldrajzi tértagolás tekintetében a táj a Magyar flóratartomány (Pannonicum), Alföldi flóravidék (Eupannonicum), Tiszántúli flórajárásába (Crisicum) tartozik. Az egykori tölgyerdők eltűntek, mai erdők jó része telepített (fenyő, akác, fűz).
Fontosabb potenciális erdőtársulásokat a bokorfüzesek (Salicetum triandrac), a fűz-nyár-égerligetek (Salicetum albae-fragilis), a tölgy-kőris-szil ligeterdők (Querco-Ulmetum) és a pusztai tölgyesek (Festuco-Quercetum roboris) képviselték. Jellemzőek a nyílt társulások: löszpusztarétek, szikes homoki legelők, sztyeprétek (Achilleeto-Festucetum pseudovinae australe). Jellemző lágyszárúak a gyapjúsás (Eriphorum angustifolium), mocsári nőszőfű (Epipactis palustris), ragadós müge (Asperula rivalis), a gyilkos csomorika (Cicuta virosa), a mocsári aszat (Cirisium palustre) és az óriás csenkesz (Festuca gigantica) is. De ezek mellett még számos faj megfigyelhető a vidéken.
Az agrárkultúra hagyományosan kiemelkedő területe. Kiváló talajain a magas színvonalú gabona-, iparinövény- (cukorrépa, kender, dohány, seprűcirok stb.) és takarmánytermesztés, s ez utóbbira alapozott állattenyésztés (elsősorban sertés és baromfi) folyik. A dohánytermesztésnek a múlt században meghonosodott belterjes módszerei a szántóföldi kertészkedés (dinnye, hagyma, paprika stb.) elterjedését is megindították.
A mezőgazdasági területhasznosítás fontosabb kultúrái a búza (20-52 q/ha), az őszi árpa (20-30 q/ha), a cukorrépa (300-400 q/ha), a kukorica (30-50 q/ha), lucerna (30-70 q/ha), vöröshagyma (75-125 q/ha) .

## Állatvilág
Az emberi beavatkozás következtében az állatállomány is jelentős számbeli csökkenésen és átalakuláson ment át. Egyes fajok teljesen eltűntek, mások csak alkalmilag fordulnak már elő.
A folyók vízpartjain, holtágakban, csatornákban találkozhatunk a kétéltűek több fajával.
A halállománya a Körösöknek és a Marosnak elég hasonló. Legelterjedtebb fajok a ponty, a süllő, az amur és a dévérkeszeg. Csatornák beömlésének közelében busákat találunk. A holtágakon kárász és sügér fordul elő nagy számban.
Vízpartokon, mély, nedves területeken élnek a kétéltűek. Többfelé, de alacsony számban fordul elő a tarajos gőte. A békafajok legjellemzőbb képviselői a vörös hasú unka, a barna varangy, a tavi béka és a kecskebéka.
A kétéltűeknél sokkal kisebb egyedszámban fordulnak elő a hüllők, melyek az elmocsarasodott területeken és a holtágakban fordulnak elő a leggyakrabban. Itt találkozhatunk viszonylag nagy számban még mocsári teknőssel, vízisiklóval, fürge gyíkkal és zöld gyíkkal.
A terület madárvilága rendkívül gazdag. A hazánkban előforduló 340 madárfajból mintegy 200-250 fordul elő a Körös-vidéken. A legnagyobb számban a tőkés réce, a nagy lilik, a vetési lúd és a daru fordulnak elő nagy számban. A folyók holtágain és a halastavak vizein megtaláljuk a búbos vöcsköt, a szárcsát és a vízityúkot. A nádasokban előfordul a törpegém, a nádirigó és a nádiposzáták. A biharugrai halastavak ugyan mesterségesek, mégis fontos értéket őriznek. A térség a Kárpát-medence egyik legfontosabb gyülekező, és átvonulóhelye. Továbbá itt szaporodnak nem rezervátumi környezetben a vadlúd és vadjérce fajok. Gémtelepek és egyetlen hazai költő vadlibánk a nyári lúd is itt költ. Ma már kezdi újra megvetni lábát a területen a vadgerle, melyet az 1938-ban betelepített balkáni gerle szorított ki élőhelyéről. A ragadozó madarak közül a legelterjedtebb fészkelők a vörös vércse, az egerészölyv, a kék vércse és a barna rétihéja.
A megváltozott környezeti hatások miatt pusztult ki a környékről a sakál, a farkas, a hód és a nyérc. A Körösök, és a halastavak mentén fordul elő legnagyobb testű vízi emlősünk, a vidra. Ugyanezeken a területeken találkozhatunk a vízicickánnyal és a pézsmapocokkal. A szárazabb térszíneken fordul elő a vakond, a sün, egerek, róka, nyest, hermelin, menyét, görény, hörcsög, ürge, stb.
A területnek különösen gazdag a vadállománya, ezen belül is az apróvadállomány, melynek nagyszámú képviselője a fácán. Hasonlóan jó az állomány a fogoly és a mezei nyúl szaporulatában is. Jelentős számban fordul még elő őz, de az erdős területeken él még néhány szarvas és dámvad is. Az utóbbi évtizedekben terjeszkedik a vaddisznó is.

## Talajviszonyok
Talajképző kőzet a középtáj nagy részén az alföldi lösz. Löszös üledékeken képződött csernozjomok (feketeföldek) jellemzik. (mészlepedékes, réti). A nátriumsókban gazdag, magas talajvíz hatására több helyen szikes talajok (szolonyecek) is kialakultak (2-5% a területen). Ez a legnagyobb területet Békéscsaba és Kétegyháza között foglalja el. A Körösök mentén öntéstalajon képződött a talaj. Az ország legtermékenyebb talajai találhatók itt.

## Táji értékek
Nemzeti Parkjaink közül a Körös–Maros Nemzeti Park területének nagy része található a kistáj részén.
A Körös–Maros Nemzeti Park, illetve a természetvédelmi kezelését ellátó Igazgatóság hazánk hetedik nemzeti parkjaként 1997. január 16-án jött létre a Dél-Tiszántúl természeti és táji értékeinek megőrzése érdekében.
A Nemzeti Park Igazgatóság működési területe 800 000 hektár, ami magába foglalja Békés vármegyét, Csongrád-Csanád vármegye Tiszától keletre eső felét, valamint a Körös-ártér és a Dévaványai-Ecsegi puszták területi egységek Jász-Nagykun-Szolnok vármegyébe átnyúló részeit. Feladata a Nemzeti Park fenntartásán és fejlesztésén túl működési területén a kezelési- és hatósági fel-adatok ellátása.
A más és más adottságú és sajátosságú tájakon változatos, természeti értékekben gazdag területek maradtak fent. A Körös–Maros közén fekvő Csanádi- és Békési-hát, kedvező talajadottságú területeit. A mezőgazdaság fejlődése következtében napjainkra kimagasló természetvédelmi feladatot jelent a megmaradt természetes növénytársulások, elsősorban a löszgyepek védelme. A Kis-Sárrét, a Körösök vidéke, a Dévaványai-, Békési- és Csanádi-sík területein tájképi és természeti értékeiknél fogva nagy kiterjedésű szikes puszták, erdőspuszta- és mocsármaradványok, kaszálók és ligeterdők maradtak fenn.
Országosan is kiemelkedő feladat azoknak a növény- és állatfajoknak a védelme, melyek Magyarországon egyedül itt tenyésznek vagy állományuk jelentős része a Nemzeti Park területén található.
A növényvilágból ilyen a bókoló zsálya, az erdélyi hérics. Szintén e táj egyedülálló természeti képéhez tartozik az ősszel tömegesen nyíló vetővirág. A növények mellett az állatok közül is nem egy ritkaság található: a nagy szikibagoly lepkefaj, a dobozi pikkelyes csiga, az atracél cincér, a sztyeplepke, a túzok, mely törzsalakjának legéletképesebb populációja Békés vármegye északi részén él. A Ramsari egyezmény hatálya alá tartozó területek - a Kardoskúti Fehértó és a Biharugrai halastavak - vizes élőhelyeinek szerepe a nemzetközi madárvonulásban is jelentős.
A Körös–Maros Nemzeti Park mozaikos felépítésű, 13 területi egységből áll teljes területe 51 125 hektár, amelyből 6 419 hektár fokozottan védett. A Körösök és a Maros völgye vízrendezése során végbement változások eredményeként a mezőgazdaság a tájat másodlagosan átalakította, a legtöbb területet elhódította. A Körös–Maros Nemzeti Park feladata a mozaikosan fennmaradt természeti értékek megőrzése az utókor számára.
A Nemzeti Park célja ezen területi egységek azonos elvek alapján történő kezelése, hiszen a Kis-Sárrét mocsármaradványai, a biharugrai és begécsi halastórendszer közé ékelődött nagy kiterjedésű legelők és keményfás erdőfoltok; a térség ékességének a Bélmegyeri Fáspusztának sziki erdőssztyepp társulása; a kiemelkedő kultúrtörténeti értéket képviselő Mágor-puszta; a Dévaványai-Ecsegi puszták területi egység képét meghatározó festőien kanyargó Hortobágy-Berettyó, mely szabályozatlan szakaszával megőrizte a terület geomorfológiai tagoltságát. Kígyósi-puszta lefűződött és kiszáradt Ó-Maros ártért ölelő szikes- és löszpusztai; a Körös-ártér számos holtága és morotvái, ligeterdőkkel, ártéri rétekkel és legelőkkel szabdalt hullámtere; Cserebökény apró mocsármaradványai és kiterjedt másodlagos szikesei; a Kardoskúti Fehértó és a környező puszták; a Csanádi pusztafoltok természetes fejlődésű szikesei; a zátonyokat, szigeteket alkotva haladó Maros folyó ártere; a Tompapusztai, Tatársánci és Csorvási löszpuszta maradványok; ezer szállal összefüggő táji egységet alkotnak.

## Különlegességek
A lecsapolások, a hatékonyabb mezőgazdasági termelésre és a térség időjárási viszonyaira egyaránt hatással voltak. A mocsarak megszüntetése következtében a párolgásból következő csapadékképződés csökkent, s helyenként a félsivatagi klímára jellemző kiszáradási folyamatokat lehet észlelni. Természeti erőforrásai a Battonya, Békés, Békéscsaba, Gyula, Gyomaendrőd, Mezőberény, Mezőhegyes, Mezőkovácsháza, Nagybánhegyes, Orosháza (Gyopárosfürdő), Szarvas, Tótkomlós, Hódmezővásárhely, Makó, Szentes településeken megfúrt hévizek, melyek mind tájfejlesztő hatásúak.
A békési kutat 1954-ben fúrták és hidrogén-karbonátos ásványvizet ad, oldott ásványianyag-tartalma 1,8 g/l, kis mennyiségben jódot és arzént is tartalmaz. Az 1963-ban feltárt forrás alkáli-hidrogénkarbonátos víz, melynek oldottásványianyag tartalma 1,7-2g/l. elsősorban érelmeszesedés, gyomorfekély, strúma és bélhurut kezelésére használják. Fürdőkúraként reuma, neuralgia, bőrbetegségek és női krónikus gyulladásokra javasolják.
A gyulai fürdő gyógyvize 71 °C hőmérsékletű vizet nyújt, mely alkáli hidrogén-karbonátos, magas kálium és nátrium-klorid tartalommal, oldott ásványianyag-tartalma 1g/l. a fürdő országos betegellátási feladatokat lát el, elsősorban mozgásszervi megbetegedések, baleseti utókezelés neuralgiák és nőgyógyászati krónikus megbetegedések gyógyítására szolgál. Ivókúraként a gyomor és bélhurut, illetve az epe és májbetegségekben szenvedőknek nyújt gyógymódot.